# Nadya Magnus
Nadya Magnus (* 1976 in der Sowjetunion) ist eine professionelle US-amerikanische Pokerspielerin. Sie wurde 2021 vom Global Poker Index als Spielerin des Jahres ausgezeichnet.

## Pokerkarriere
Ihre erste Geldplatzierung bei einem Live-Pokerturnier erzielte Magnus Ende Oktober 2008 beim Circuit der World Series of Poker (WSOP) in Hammond im US-Bundesstaat Indiana, wo sie beim Damenturnier Elfte wurde. Im Jahr darauf entschied sie dasselbe Turnier für sich und erhielt für ihren ersten Sieg bei einem Live-Turnier ein Preisgeld von knapp 9000 US-Dollar. Ende Mai 2012 war die Amerikanerin erstmals bei der WSOP-Hauptturnierserie im Rio All-Suite Hotel and Casino in Paradise am Las Vegas Strip erfolgreich und kam bei einem Turnier der Variante No Limit Hold’em in die Geldränge. Beim Main Event der PokerStars Championship auf den Bahamas erreichte sie im Januar 2017 den Finaltisch und sicherte sich als Neunte über 55.000 US-Dollar. Einen Monat später gewann sie in Milwaukee das High Roller des WSOP-Circuits mit einer Siegprämie von mehr als 70.000 US-Dollar. Bei der WSOP 2018 kam Magnus erstmals beim Main Event der Turnierserie in die Geldränge und erhielt rund 30.000 US-Dollar für ihren 443. Platz. Mitte Januar 2020 saß sie beim Main Event der World Poker Tour in Hollywood, Florida, am Finaltisch und sicherte sich als Vierte ihre bislang höchste Auszahlung von über 170.000 US-Dollar. An gleicher Stelle belegte die Amerikanerin im Januar 2021 bei einem Side-Event der Lucky Hearts Poker Open den mit knapp 100.000 US-Dollar dotierten zweiten Platz. Auch bei einem Side-Event der Seminole Hard Rock Poker Showdown und dem High Roller der Seminole Hard Rock Poker Open in Hollywood sowie den Wynn Millions im Wynn Las Vegas erspielte sie sich im Kalenderjahr 2021 jeweils hohe fünfstellige Preisgelder, wodurch Magnus am Jahresende im Global Poker Index mehr Turnierpunkte als jede andere Spielerin gesammelt hatte. Dadurch wurde sie Spielerin des Jahres und im Februar 2022 im Aria Resort & Casino am Las Vegas Strip mit einem Global Poker Award ausgezeichnet. Anfang Februar 2023 belegte die Amerikanerin bei der PokerStars Players Championship auf den Bahamas als beste Frau den 18. Platz und erhielt knapp 150.000 US-Dollar.
Insgesamt hat sich Magnus mit Poker bei Live-Turnieren knapp 2 Millionen US-Dollar erspielt.